# Gregor Simon (Kirchenmusiker)

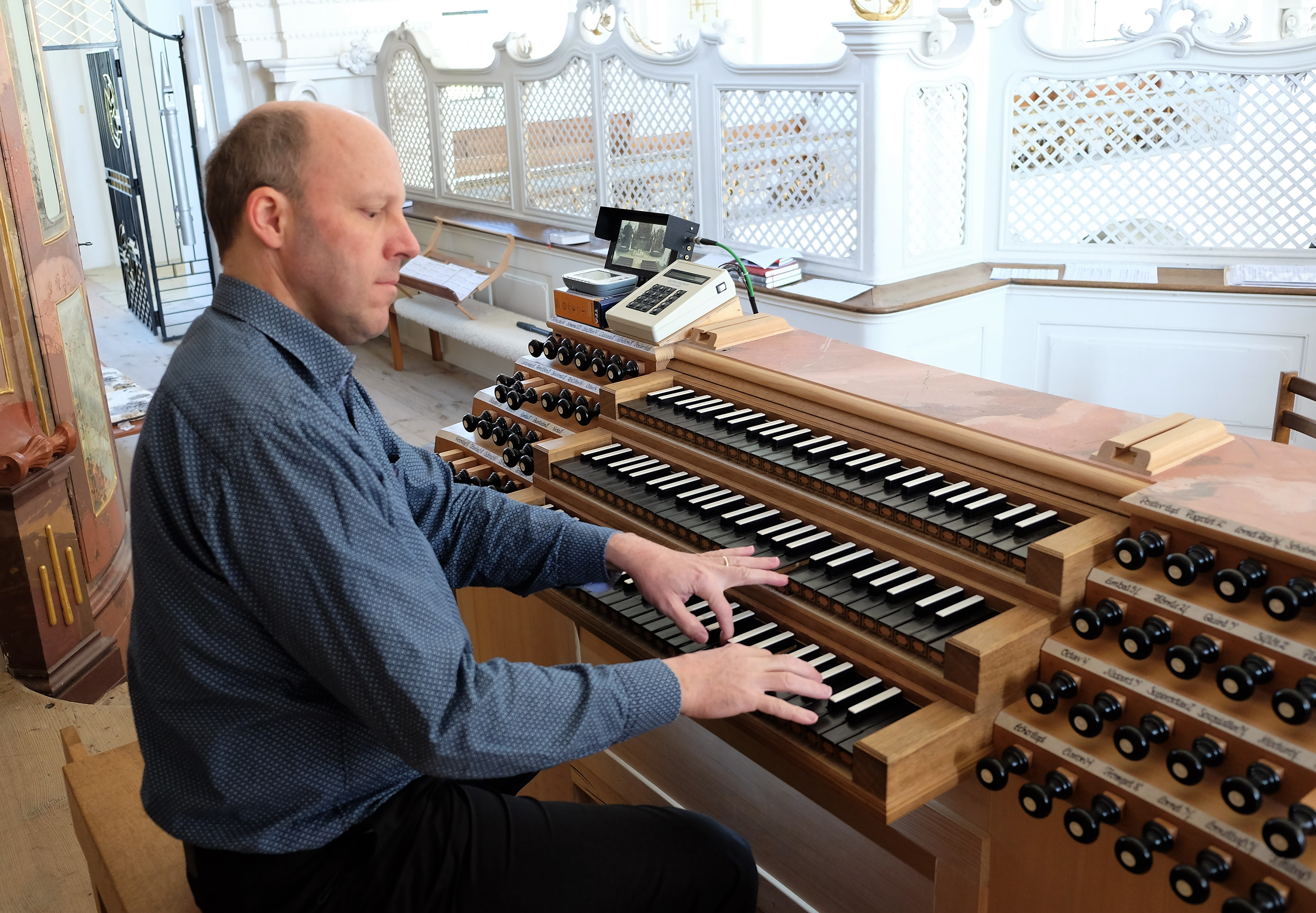
Gregor Simon am Spieltisch der Holzhey-Orgel Münster St. Peter und Paul Obermarchtal (2020)

Gregor Simon (* 8. November 1969 in Ulm) ist ein deutscher Kirchenmusiker, Konzertorganist, Chorleiter und Komponist.

## Leben und Wirken
Gregor Simon studierte nach dem Abitur am Pestalozzi-Gymnasium in Biberach an der Riß von 1990 bis 1994 Kirchenmusik an der Hochschule für Musik in Saarbrücken mit Orgelstudium bei Daniel Roth. Ein Jahr später legte er das Kirchenmusik-A-Examen mit Orgel an der Musikhochschule München bei Harald Feller ab. Seine Orgelimprovisationslehrer im Studium waren Bernhard Haas und Wolfgang Hörlin. Zudem besuchte er Meisterkurse bei Marie-Claire Alain, Guy Bovet, Martin Haselböck, Ewald Kooiman, Ludger Lohmann, Michael Radulescu, Lionel Rogg, Willibald Bezler, Jos van der Kooy, Rudolf Meyer, Pierre Pincemaille und Wolfgang Seifen. Er begann ein Aufbaustudium der Musiktheorie an der Hochschule für Musik Detmold, was er zugunsten seines ersten Stellenantritts nicht abschloss.
Simon wirkte von 1997 bis 2001 als Kirchenmusiker an St. Fidelis in Stuttgart und als Dekanatskantor für die Dekanate Stuttgart-Mitte und Stuttgart-Fildern. Von 2002 bis 2012 war er Kirchenmusiker an St. Peter und Paul Laupheim, seit 2008 ist er Dekanatskantor im Dekanat Ochsenhausen-Illertal.
Seit 2013 ist Simon freiberuflich tätig. Im Auftrag der Diözese Rottenburg-Stuttgart betreut er seither als Kustos die restaurierte Orgel von Johann Nepomuk Holzhey im Münster St. Peter und Paul Obermarchtal und organisiert dort die Obermarchtaler Münsterkonzerte.

### Organist
Als Konzertorganist spielte Simon unter anderem in der Gedächtniskirche Berlin, in der Katholischen Hofkirche sowie der Dresdner Kreuzkirche, im Freiberger Dom, im Großmünster Zürich, im Ulmer Münster, bei den Bad Wurzacher Barockkonzerten, im Altenberger Dom, im Stift Sankt Florian und in der Basilika Ottobeuren.
Simon erhielt beim Internationalen Orgelwettbewerb Schlägl 2008 einen Publikumspreis. 2009 zählte er zu den Finalisten im Internationalen Orgelimprovisationswettbewerb Dudelange. Er spielt Orgelimprovisationen zu Stummfilmen, wie u. a. 2019 beim Festival Europäische Kirchenmusik Schwäbisch Gmünd zum Stummfilm Our hospitality; zu diesem Film wurde eine DVD an der symphonischen Mühleisen-Orgel der Kirche St. Johannes Leonberg produziert.

### Chorleiter
Als Chorleiter dirigierte Simon den Laudate Chor Oberschwaben (1995–2005), den Sakralchor in St. Fidelis in Stuttgart (1997–2001), den Kirchenchor und Kinderchor St. Petrus und Paulus in Laupheim (2002–2012) sowie den Oratorienchor Liederkranz Ravensburg (2015–2020). Seit 2014 leitet er den Konzertchor Oberschwaben und seit 2018 den Kirchenchor St. Petrus und Paulus in Obermachtal.

### Komponist
Simon ist Preisträger mehrerer Kompositionswettbewerbe. Er erhielt zahlreiche Kompositionsaufträge, unter anderem vom Amt für Kirchenmusik der Diözese Rottenburg-Stuttgart. Zu seinen Werken zählen Kompositionen für Orgel, Chor und Orgel, Orchester, Chor und Orchester, Chor a capella, Instrumentalwerke für kleine Besetzung (u. a. Sonaten, Trios und Quartette), Messen und Kantaten. In den Begleitpublikationen zum Gotteslob finden sich zahlreiche Orgelkompositionen von ihm. 2023 brachten die Hofkapelle Stuttgart und der Kammerchor Stuttgart unter der Leitung von Frieder Bernius Simons Kantate Im Spiegel der Zeiten zur Aufführung.

## Preise
- 2002: Prämierung der Deutschen Messe für Marienfeste beim Slatkonia-Preis der Erzdiözese Wien, Uraufführung im Stephansdom
- 2002: 3. Preis beim Kompositionswettbewerb der Diözese Rottenburg-Stuttgart Kategorie „Eucharistische Chorgesänge“ für Preisungen,[16]
- 2007: 1. Preis beim Kompositionswettbewerb der Kirchengemeinde St. Marien und dem Theater Vorpommern in Stralsund mit Christus in aeternum[17]
- 2016: 2. Preis beim Rachmaninov-Kompositionswettbewerb in der Kategorie A mit dem Klavierstück Elegie
- 2017: 2. Preis beim Kompositionswettbewerb des Deutschen Chorverbandes mit Verleih uns Frieden[18]
- 2020: 3. Preis beim Carl von Ossietzky-Kompositionswettbewerb mit Linguis omnium[19]

## Werke (Auswahl)

### Veröffentlichte Kompositionen
- Preisungen im Chorheft Christusgesänge, DCV Rottenburg-Stuttgart, 2003.
- Jazz Inspirations for organ: 2 Orgelstücke, Bärenreiter Verlag, 2007.
- Gesangbuch Dir sing ich mein Lied: Klaviersätze, Schwabenverlag, 2009.
- 15 Etüden für die Orgelimprovisation, Musica Sacra, 2011/12.
- Weihnachtslieder-Buch: Chorsätze und Klaviersätze, Carus Verlag 2012.
- Orgelbuch zum Gotteslob: Orgelsatz GL 839, Herder Verlag, 2013.
- Choralvorspiele für Orgel zum Gotteslob: GL 266, Carus Verlag, 2014.
- Choralvorspiele für Orgel zum Gotteslob: GL 100, GL 421, Carus Verlag 2016.
- Choralvorspiele für Orgel zum Gotteslob, Band 4: GL 497, Carus Verlag, 2018.
- Friedensbitte und Marienlob (4 Chorstücke), Strube Verlag, 2019.
- 10 Choraltoccaten für Orgel, Strube-Verlag, 2020.
- 2- bis 3-stimmige Liedsätze für Minimalbesetzung zu Advent und Weihnachten, Musica Sacra, 2022.

### Chor a cappella (ohne Messen)
- Weges Not (1996)
- Kreuzesopfer und Herrlichkeit Jesu Christi (2003)
- Chorbuch 2006 (2006)
- Lege mich wie ein Siegel (2008)
- Komm herab, o Heilger Geist (2010)
- Ich will dir danken, Ps. 138 (2012)
- Dies ist mein Gebot (2013)
- So geh hin und iß dein Brot mit Freuden (2018)
- 5 Chorstücke (2019): Magnificat, Pater noster, Jesu dulcis memoria, Ave maris stella, Da pacem, Domine / O esca viatorum
- I praised the earth in C für 3st. Frauen- oder Mädchenchor (2019)
- Psalm 75, Wir preisen dich für 8st. Chor (2019)
- Gloria (6st.) (2020)
- Gloria für 2 Chöre (2020)
- When god decided to invent (2023)

### Messen
- Deutsche Messe für Marienfeste (2002)
- Missa caum gaudio (2003)
- Message (2004)
- Missa brevis (2007)
- Missa 1962 (2011)
- Messe „Zeit des Friedens“ (2015)
- Benediktusmesse (2017)
- Missa Misericordia (2020)
- Missa in as bzw. Drei-Proben-Messe (2021)

### Chor und Orchester
- Te Deum (2000)
- Tanzkantate (2004)
- Dankpsalm (2006)
- Kantate Im Spiegel der Zeiten (2016)
- Oratorium Frieden – Nur ein Wort (2017)
- Mirrors (2017)
- Halleluja für 1 oder 2 Chöre und Bläser (2020)
- Vater unser für 3 oder 6st. Chor, Bläser ad lib. (2020)
- Requiem aeternam für Chor und kleines Orchester (2020)
- Et lux perpetua, Requiem mit 4, 6, oder 8 Sätzen für Chor und kleines Orchester (2020)

### Chor und Orgel
- Psalm 100 (1999)
- Christus in aeternum (2007)
- O Tiefe des Reichtums (2009)
- Deutsches Magnificat (mit Blechbläserquartett ad lib.) (2011)
- Zu dir, Herr, erhebe ich meine Seele (mit Congas und Bongos) (2012)
- Ich glaube an Gott (mit Bläser und Pauken ad lib.) (2013)
- Zum Mahl des Lammes (mit Percussion) (2017)
- Kyrie (2020)

### Orgel
- Sonate (1994)
- Exodus. Toccata (2001)
- Morgenröte. Orgelzyklus (2009)
- Linguis omnium (2010)
- Evocations (2011)
- 25 Choraltoccaten (2013)
- Die sieben Gaben des Heiligen Geistes. Orgelzyklus (2014)
- Suite francaise sur Ave Maria (2018)
- 3 Boleros (2019)
- Goms (2021)
- Suite sur le nom de Daniel Roth (2021)
- 10 Weihnachtstoccaten (2022)

### Instrumental
- Klaviersonate (2001)
- Quartett für Violine, Cello, Klarinette und Klavier (2004)
- Allegro spirituoso für Blechbläserquartett (2007)
- Sehnsucht I und II für Blechbläsersextett und Orgel (2009)
- Sonate für Trompete und Orgel (2013)
- Klavierstück Impromptus (2014)
- Sonate für Violine und Orgel (2015)
- Trio für Violine, Altsaxophon und Klavier (2020)

### Orchester
- In memoriam, Andante für Streichorchester (2009)
- Das Kohleweiblein von Kirchbierlingen für Blasorchester (2010)
- Orchesterstück in zwei Sätzen: Fatum (Das unbezwingbare Schicksal) et Fiducia (Anheimgebung) (2018)
- Konzert für Positiv und Streichorchester, Solovioline ad lib. (2020)
- The passionate. Bolero für Blasorchester (2023)

## Diskografie (Auswahl)
- Berühmte Orgeln. Gabler-Orgel in Weingarten, Walcker-Orgel in Ulm u. a. (2008)
- Die Silbermann-Orgeln in Dresden und in Villingen. (2012)
- Die Holzhey-Orgel im Münster Obermarchtal, (2016)
- Stummfilm mit Orgelimprovisation „Our hospitality“. DVD (2019)
- Macht hoch die Tür. Adventliche und weihnachtliche Orgelmusik. Auf der Holzhey-Orgel im Münster Obermarchtal (2021) Per una voce e organo. Auf der Holzhey-Orgel in der Klosterkirche Weißenau. Mit Willa Weber, Sopran (2021)